# Jan Ponstijn

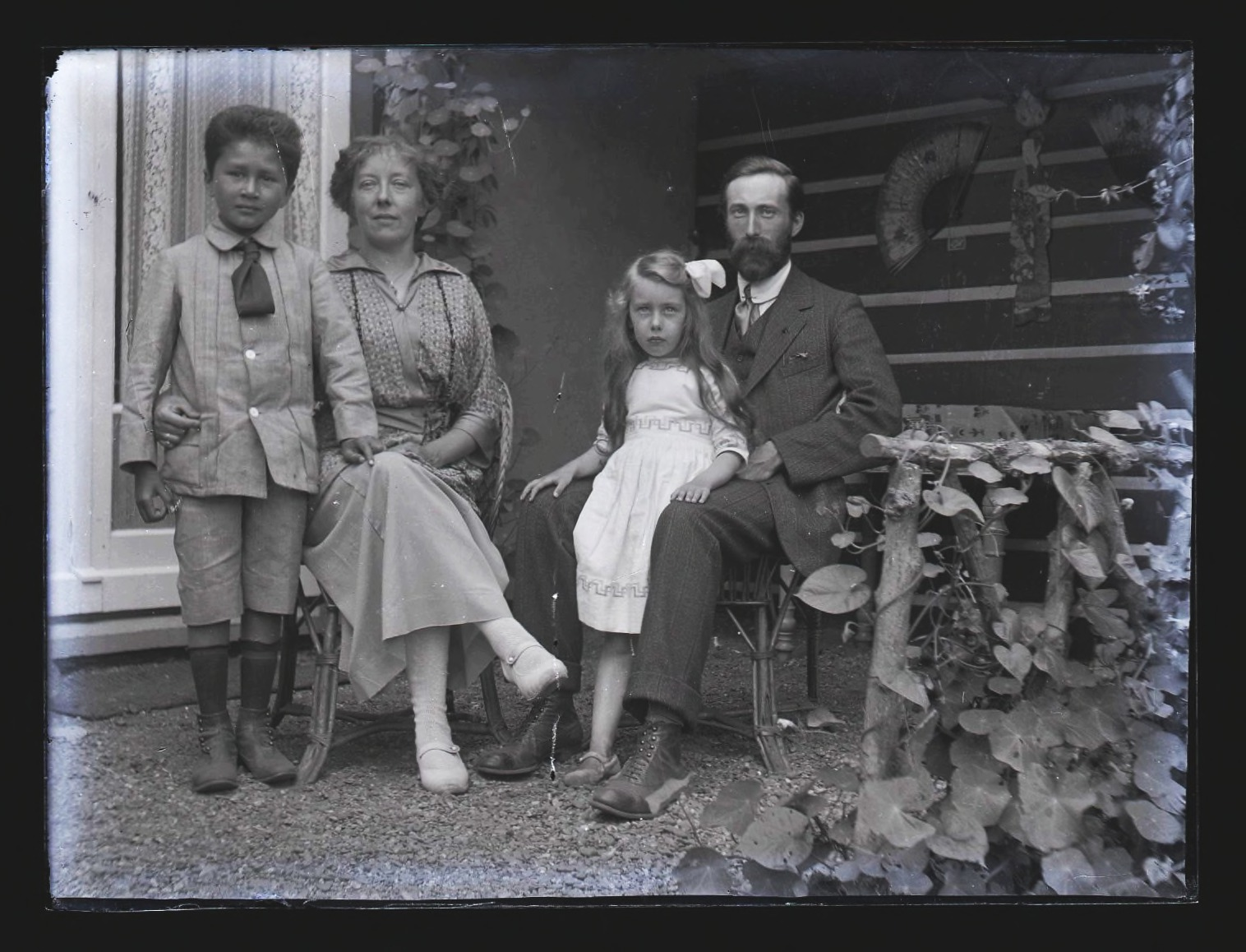
Jan Ponstijn met zijn dochter Mientje op schoot. Naast hem zijn vrouw en Kees Snijders. Kees woonde van ca. 1913 tot 1919 bij de familie in huis omdat zijn ouders in Nederlands Indië woonden. Collectie Regionaal Archief Alkmaar, Catalogusnummerː RAA-PON-0056

Jan Ponstijn (Amsterdam, 3 oktober 1883 – Bergen, Noord-Holland, 11 januari 1970) was een Nederlandse kunstschilder, tekenaar, aquarellist, etser, fotograaf en meubelontwerper. Zijn vader was architect. Hij volgde een opleiding aan de Rijksnormaalschool voor Teekenonderwijzers in Amsterdam. Na twee jaar op die school geweest te zijn, kreeg hij werk bij het kantoor van de architect C. van Arkel en ging daarna voor verschillende meubelfabrieken aan het werk als meubelontwerper. In Amsterdam was hij op enige scholen tekenleraar. In het Regionaal Archief te Alkmaar bevinden zich door Ponstijn onder meer gemaakte foto's.
Het werk van Vincent van Gogh en Leo Gestel werd bewonderd door Ponstijn. Ponstijn woonde en werkte van 1935 tot 1970 in Bergen NH.
Zijn werk wordt tot de Bergense School gerekend. Hij was lid van het KunstenaarsCentrumBergen (KCB), Arti et Amicitiae in Amsterdam en de Vereeniging Sint Lucas in Amsterdam.

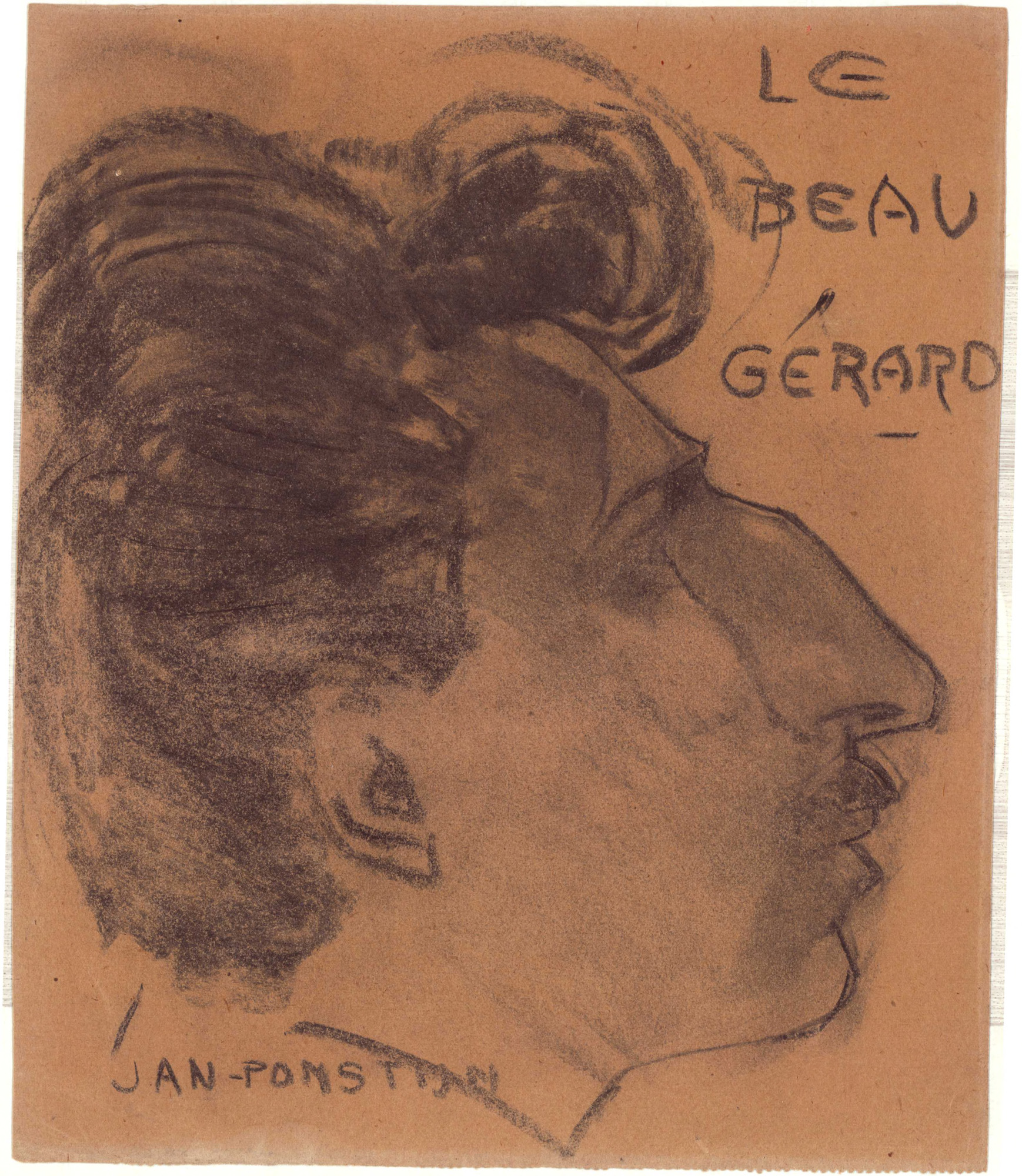
Portret van Gerard van Vliet (1914)
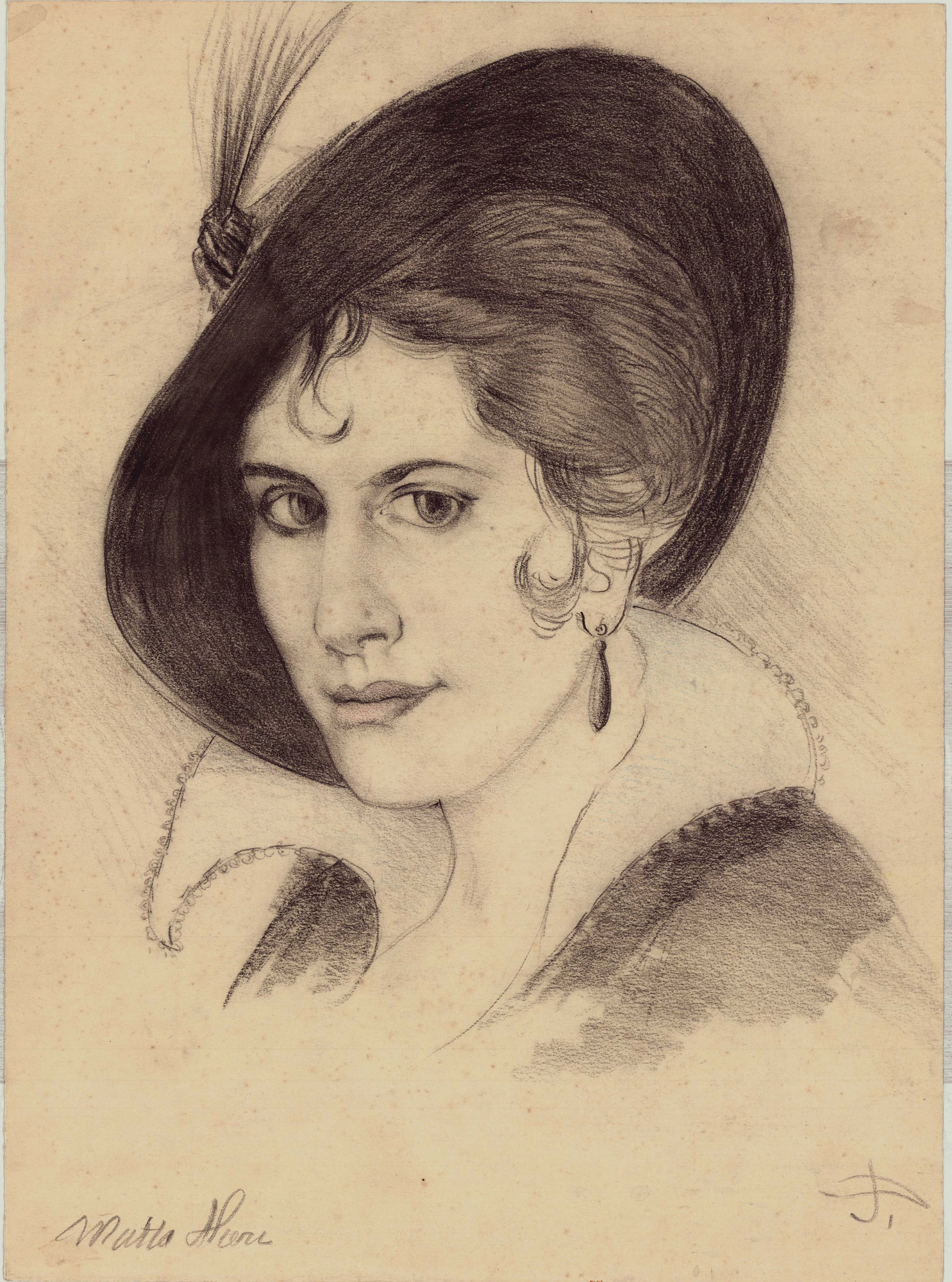
Mata Hari (1935)
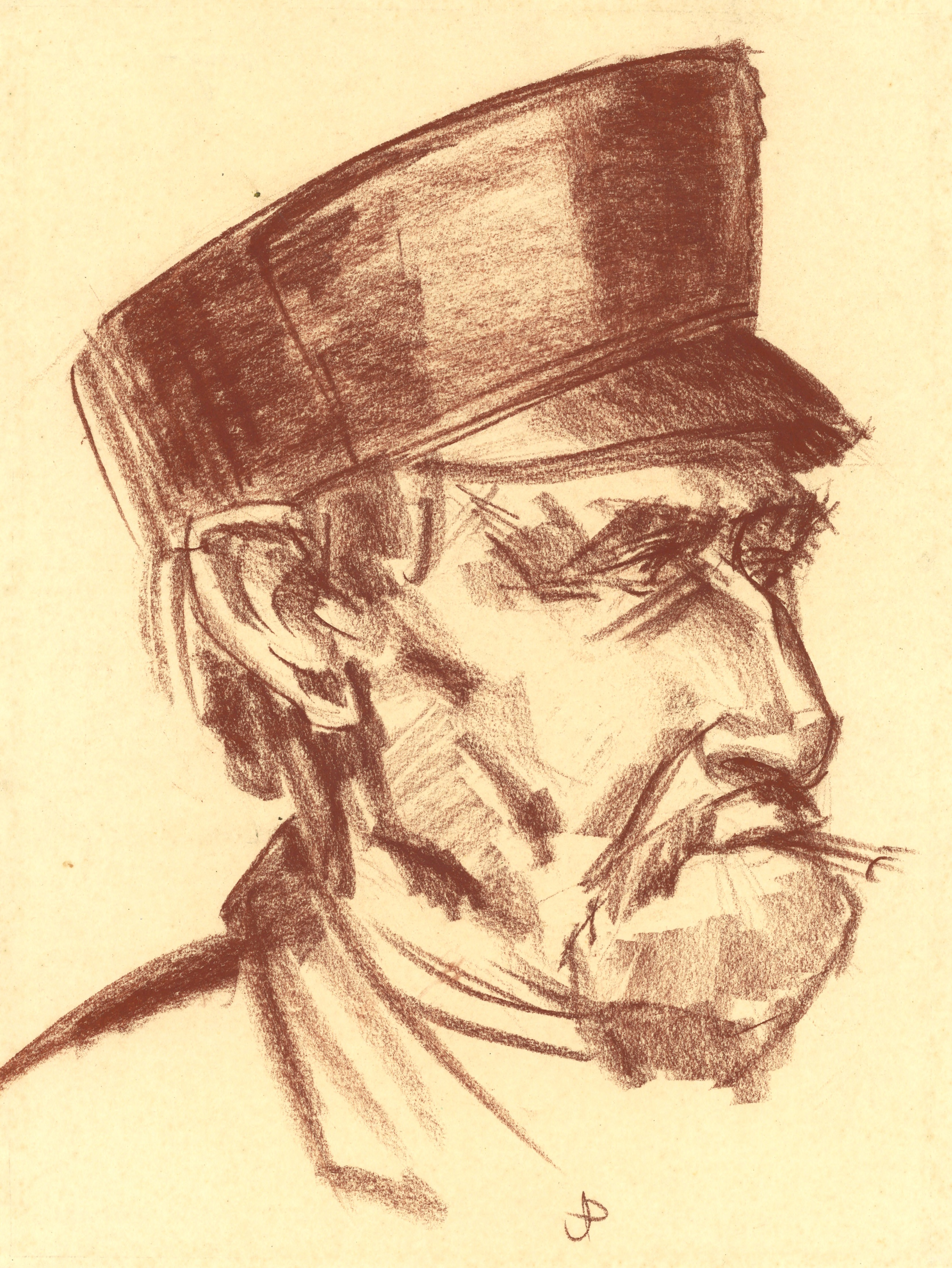
Ivang (1950)
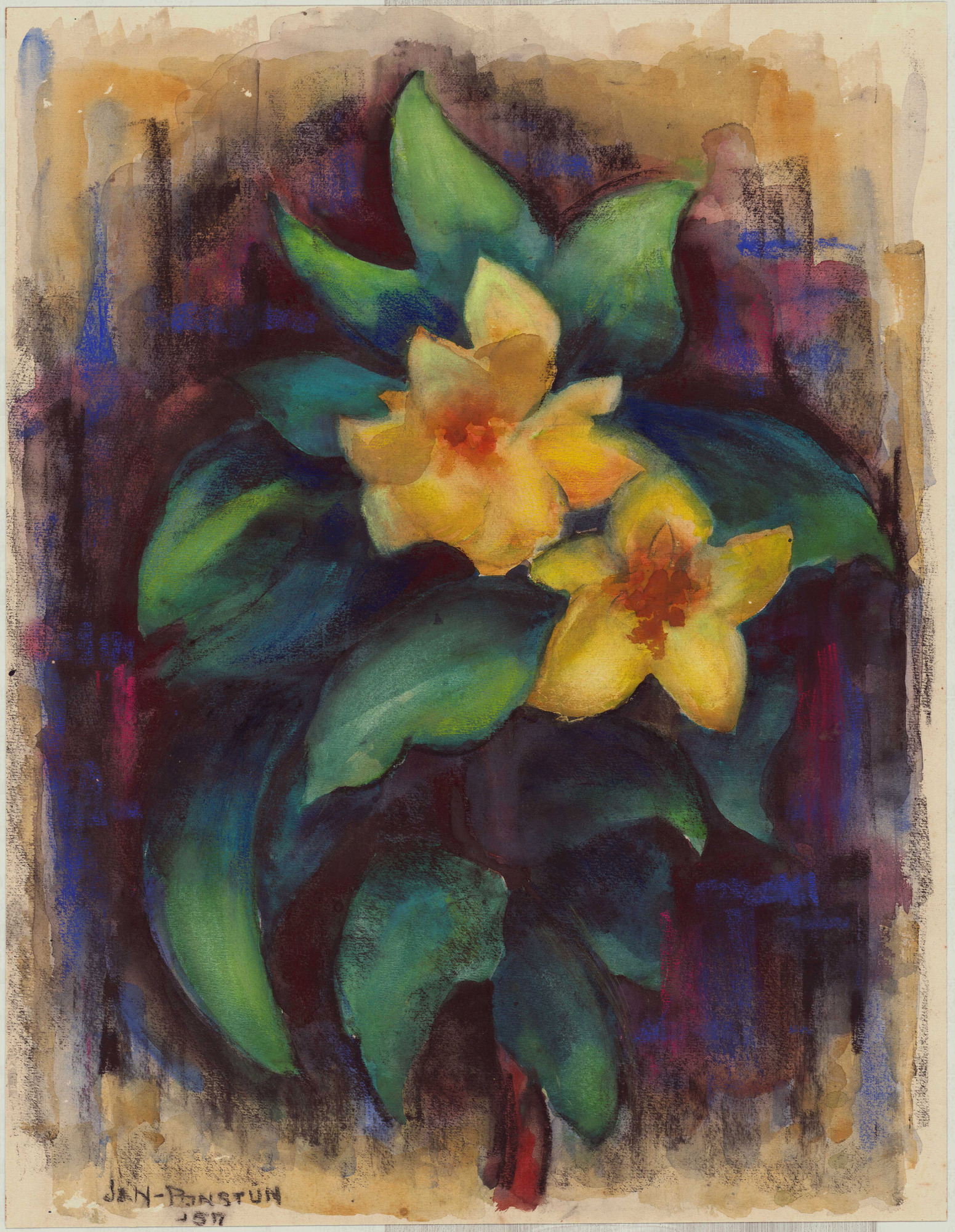
Lelies (1957)

## Werk in openbare collecties (selectie)
- Rijksmuseum Amsterdam[1]
- Regionaal Archief Alkmaar[2]